# Xesús Alonso Montero
Xesús Alonso Montero (Vigo, 1928) és un filòleg, crític literari, catedràtic de literatura gallega, sociolingüista, poeta i conferenciant. També és membre del Consello da Cultura Galega i de la Reial Acadèmia Gallega, de la qual és president des de 2013.

## Biografia
Va passar la seva infància i adolescència a Ventosela, Ribadavia, la terra dels seus pares. Per la seva edat, podem dir que pertany a la generació d'escriptors que van començar la seva labor cultural després de la Guerra civil espanyola. Es va llicenciar en Filosofia i Lletres en la Universitat de Madrid i el 1966 es va doctorar en la Universitat de Salamanca amb una tesi sobre Manuel Curros Enríquez. Militant del Partit Comunista d'Espanya des de 1962, va ser represaliat diverses ocasions. Va ser catedràtic de Llengua i Literatura Espanyoles de les Escoles de Magisteri, exercint a Palència, Lugo i Madrid. Va destacar en el camp de la sociolingüística amb llibres com O porvir da lingua galega (1969) o el polèmic i contestat Informe -dramático- sobre la lengua gallega (1973), on reprèn les seves tesis apocalíptiques sobre el gallec, assenyalant fins i tot una data per a la seva mort. Va realitzar i va publicar estudis sobre escriptors gallecs com:
- Rosalía de Castro (Páxinas sobre Rosalía de Castro, 1954-2004)
- Curros Enríquez (Curros Enríquez no Franquismo, 1936-1971)
- Manuel Leiras Pulpeiro
- Luís Pimentel (Luís Pimentel: biografía da súa poesía)
- Celso Emilio Ferreiro (Celso Emilio Ferreiro)
- Lois Seoane (As palabras no exilio. Biografía intelectual de Luís Seoane)
- Meendiño
- Xosé Neira Vilas
- Lorenzo Varela
- Vicente Risco
- Ramón Cabanillas
- Álvaro Cunqueiro

Però també són importants les seves col·laboracions a altres àmbits de la literatura gallega, com la poesia popular i els poetes al·lòfons en gallec. També ha realitzat estudis sobre autors de literatura espanyola com Antonio Machado, García Lorca, Unamuno o Valle-Inclán.
A part d'això, són destacables les seves col·laboracions en la premsa gallega, que foren recollides en part a Beatus qui legit: artigos periodísticos (1998-1999). Cal remarcar el seu paper com a conferenciant, sobretot a Espanya i Amèrica. També ha escrit llibres de poemes: Versos satíricos ó xeito medieval, o Versos republicanos. També ha fet recopilacions poètiques d'homenatge a autors gallecs: Coroa poética para Castelao (1988), Coroa poética para un mártir (1996), Coroa literaria para Roberto Blanco Torres contra a súa morte (1999) i 47 poetas de hoxe cantan a Curros Enríquez (2001). També va publicar els poemes de Juan Tizón Herreros, Seis cregos escollidos (Versos divinos).
El 1993 organitzà el "Congreso de Poetas Alófonos en Lengua Gallega", presentant com a exemple Federico García Lorca i els seus sis Poemas Galegos, impresos el 1935.
El 2013 va ser elegit president de la Real Academia Galega (RAG).
Ha rebut diversos premis i guardone entre els quals destaquen: "Premi Galicia de Periodisme (anys 1986 y 1990), Premi Nacional de Periodisme Julio Camba (1988), Premi Otero Pedrayo (1989) i el Premi Trasalba en (2000).

## Obra
- Cen anos de literatura galega (1964)
- A batalla de Montevideo. Os agravios lingüísticos denunciados na UNESCO el 1954
- As palabras no exilio. Biografía intelectual de Luís Seoane (1994)
- Beatus qui legit: artigos periodísticos (1998-1999)
- Curros Enríquez no franquismo (1936-1971)
- Decálogo da lingua galega
- Ensaios breves de literatura e política
- Escritores: desterrados, namorados, desacougantes, desacougados...
- Informe(s) sobre a lingua galega (presente e pasado)
- Intelectuais marxistas e militantes comunistas en Galicia (1926-2006)
- Luís Pimentel: biografía da súa poesía
- O que cómpre saber da lingua galega
- Páxinas sobre Rosalía de Castro (1954-2004)
- Pois era un barco pirata
- Versos republicanos e outros versos políticos
- Versos satíricos ó xeito medieval
- Intelectuais marxistas e comunistas en Galicia (2007)
- Os escritores galegos ante a Guerra Civil Española (2007)